# 春よ来い (テレビドラマ)
『春よ来い』（はるよこい）は、日本テレビ系列の月曜スター劇場で1982年11月15日から1983年5月9日に放送された森光子主演のテレビドラマ。なお最終回は、森の63歳の誕生日であった。

## 内容
鉄板焼き屋を営む丸山家に、別居していた長男一家が同居することになり、その中で、妻であり母である嫁とおんなの先輩として生きるしゅうとめが繰り広げるさまざまな問題、日常生活をユーモラスに描く。

## 出演
- 丸山千枝：森光子（特別出演）
- 立花ワカ：杉村春子（特別出演）
- 丸山紀子（公一の妻）：音無美紀子
- 三浦ユカ：泉ピン子
- 丸山清：中条静夫
- 丸山かおり（次女）：石原真理子
- 丸山公一（長男）：尾藤イサオ
- 丸山弓子：片平なぎさ
- 河村裕：太川陽介
- 松金よね子
- 土屋嘉男
- 安江：清水まゆみ - 清の愛人
- 稔：沖田浩之 - 安江の息子
- 小泉先生：高岡健二
- 川田あつ子
- めぐみ：大塚ちか子 - ユカの娘
- 池谷課長：久富惟晴 - 弓子の会社の上司
- 武：尾口康生

## スタッフ
- 脚本：松原敏春（全話担当）
- 演出：細野英延、宮崎洋、斎藤三朗
- プロデューサー：
- 音楽：

### 主題歌
- 「ヴィオロンの響き｣（作詞・歌：因幡晃 作曲：木森敏之）

## サブタイトル
第20話以降、福井放送ではこの時間枠での同時ネットがいったん解消されて土曜23時枠での遅れネットに降格し（一例として『西部警察 PART-III』などに差し替え、そのため同時ネットは第19話までとなる）、最終的に『NTTアワー TIME21』放送途上の1987年4月改編で再度同時ネットに戻されるまでこの事態が続くこととなった。
| 話数 | 放送日         | サブタイトル                 | 演出     |
| ---- | -------------- | ---------------------------- | -------- |
| 1    | 1982年11月15日 | 火元はやっぱり嫁姑           | 細野英延 |
| 2    | 11月22日       | 嫁が心に鍵かけた             | 細野英延 |
| 3    | 11月29日       | 男はマジメに浮気する         | 細野英延 |
| 4    | 12月6日        | 嫁が怒って家を出た!!         | 細野英延 |
| 5    | 12月13日       | 妻と愛人!!血涙一本勝負       | 細野英延 |
| 6    | 12月20日       | みんなようやるわい           | 宮崎洋   |
| 7    | 12月27日       | 一番悪いの誰!?               | 細野英延 |
| 8    | 1983年1月10日  | 死んだパパから年賀状         | 細野英延 |
| 9    | 1月17日        | 女の怨みは北酒場             | 斎藤三朗 |
| 10   | 1月24日        | 大嫌い!!死んじゃイヤ!!       | 細野英延 |
| 11   | 1月31日        | 離婚、ヨロシク、300万!!      | 細野英延 |
| 12   | 2月7日         | 離婚前夜祭                   | 宮崎洋   |
| 13   | 2月14日        | 嫁の浮気が始まった!?         | 宮崎洋   |
| 14   | 2月21日        | スルメ、塩辛、怨み節         | 細野英延 |
| 15   | 2月28日        | 浮気のナゾは梅納豆           | 細野英延 |
| 16   | 3月7日         | 全員集合!今夜が最後?         | 細野英延 |
| 17   | 3月14日        | キッスは同窓会の夜に         | 斎藤三朗 |
| 18   | 3月21日        | 男未練の無理心中             | 宮崎洋   |
| 19   | 3月28日        | 浮気の相手が見合いの相手     | 宮崎洋   |
| 20   | 4月11日        | 揺れる夫婦の子守唄           | 細野英延 |
| 21   | 4月18日        | 顔で笑って嫉妬の嵐           | 細野英延 |
| 22   | 4月25日        | 愛すれば、あんな親父に命がけ | 細野英延 |
| 23   | 5月2日         | 一度死んだら煙草をやめる     | 細野英延 |
| 24   | 5月9日         | 別れた夫のフルムーン         | 細野英延 |